# Tenuipalpus ueckermanni
Tenuipalpus ueckermanni är en spindeldjursart som beskrevs av Meyer 1979. Tenuipalpus ueckermanni ingår i släktet Tenuipalpus och familjen Tenuipalpidae. Inga underarter finns listade i Catalogue of Life.